# Welcome to Atlanta
Singles de Jermaine Dupri
I've Got To Have It
(2000) Ballin' Out of Control
(2002)
Welcome to Atlanta est le premier single de l'album Instructions de Jermaine Dupri en 2002. Il est en featuring avec Ludacris (qui a rajouté ce titre en tant que bonus track de son album Word of Mouf). Le titre, produit par JD et coproduit par Bryan Michael Cox, sample un extrait du titre Five Minutes of Funk du groupe de rap Whodini. Le remix est en featuring avec P. Diddy, Murphy Lee et Snoop Dogg.

## Anecdotes
Ce single a été clippé deux fois. La première version est celle de base ou Jermaine Dupri et Ludacris font effectuer des visites à des personnes âgées dans les différents quartiers et coins de la ville d'Atlanta. On peut apercevoir de nombreuses personnes issues de la scène rap et rnb locale comme Da Brat, Usher, Bow Wow, Lil' Jon, Monica, T.I. ou encore Young Buck.
La seconde version, qui est un remix donc, commence à Atlanta avec JD arborant un Tee-Shirt à l'effigie de Left Eye (qui venait de décéder quelques semaines auparavant) et où l'on voit Lil' Jon et Jazze Pha. Puis on le retrouve aux côtés de P. Diddy à New York, à proximité du Madison Square Garden. On aperçoit à ce moment-là Fabolous, Swizz Beatz, Loon ou encore DJ Clue. Il se retrouve ensuite au Busch Stadium de Saint-Louis en compagnie de Murphy Lee, Nelly et tout le clan des St. Lunatics ainsi que Fernando Viña des St. Louis Cardinals et Fred Brathwaite des Blues de Saint-Louis. Jermaine Dupri termine son tour des villes à Long Beach dans la banlieue de Los Angeles avec Snoop Dogg, Soopafly et Warren G qui danse à ses côtés.